# Llac Lucrí
El Llac Lucrí (en llatí Lucrinus Lacus), actualment conegut en italià com a Lago Lucrino, era un llac d'aigua salada proper a Baiae a la costa de Campània.
Estava situat al punt més interior de la profunda badia que hi havia entre Baiae i Puteoli separat de la mar exterior per un banc de sorra probablement d'origen natural, però que la tradició romana l'atribuïa a Hèrcules, i es diu que el camí que passa per allí era la Via Hercúlia. Estava separat del llac Avern, un llac profund d'aigua dolça, situat al cràter d'un volcà extingit, per una franja de terra. El Llac Lucrí era molt poc profund, i produïa ostres i altres mol·luscs que eren molt celebrats pels poetes. L'ostreïcultura, que se suposa que va iniciar Gai Sergi Aurata, era econòmicament molt potent, i els explotadors del llac, van convèncer Juli Cèsar perquè enfortís i reparés la franja de sorra que Hèrcules havia format per tancar el llac.
Marc Vipsani Agripa hi va fer grans modificacions quan construïa l'anomenat Portus Iulius, per servir, inicialment, com a base naval militar durant la Guerra civil que posà fi a la República Romana (62 aC-27 aC), per poder fer front a l'amenaça plantejada per Sext Pompeu Pius des de Sicília i l'Àfrica Proconsular.
No se sap exactament la naturalesa d'aquestes obres, però se suposa que l'objectiu d'Agripa era aconseguir un refugi segur i prou profund on pogués fondejar la seva flota i un lloc per exercitar les tripulacions i els remers. Sembla que va obrir una entrada al llac Avern construint un canal des del llac Lucrí, i al mateix temps va obrir un altre canal del Lucrí cap a la badia, prou profund per al pas de grans naus. Juntament amb aquesta obra, va reforçar la barrera natural de l'estany Lucrí mitjançant un dic o una presa artificial, per evitar que les onades trenquessin la llenca de sorra, com passava quan hi havien forts temporals. Dels relats d'aquests autors es veu que les obres van tenir èxit durant un temps, haurien despertat una gran admiració, però aviat la nova construcció va ser abandonada, probablement pel retrocès de les obres que anava fent la naturalesa, i que no es podien revertir. L'estacionament de la flota romana es va establir a Misenum, i no es va parlar més del Portus Iulius. En temps d'Estrabó ja havia caigut en complet desús, perquè diu clarament, que el llac Avern era profund i ben adaptat per a un port, però no es podia utilitzar com a tal a causa del llac Lucrí, que era poc profund. Més endavant diu que el llac Lucrí era inútil com a port ja que era poc profund, i accessible només a les petites embarcacions, però que produïa abundància d'ostres. Molt més tard, Cassiodor parla del llac Lucrí d'una manera que implica que encara hi havia una comunicació oberta amb el llac Avern i amb el mar.